# Vågen (Forsa socken, Hälsingland)
Vågen är en sjö i Hudiksvalls kommun i Hälsingland och ingår i Delångersåns huvudavrinningsområde. Sjön har en area på 0,0697 kvadratkilometer och ligger 37,2 meter över havet.

## Delavrinningsområde
Vågen ingår i det delavrinningsområde (685054-155701) som SMHI kallar för Utloppet av Vågen. Medelhöjden är 73 meter över havet och ytan är 1,49 kvadratkilometer. Räknas de 307 avrinningsområdena uppströms in blir den ackumulerade arean 1 818,53 kvadratkilometer. Avrinningsområdets utflöde Delångersån (Svågan) mynnar i havet. Avrinningsområdet består mestadels av skog (43 procent) och jordbruk (19 procent). Avrinningsområdet har 0,07 kvadratkilometer vattenytor vilket ger det en sjöprocent på 4,6 procent. Bebyggelsen i området täcker en yta av 0,43 kvadratkilometer eller 29 procent av avrinningsområdet.